# Šišmani
Šišmani (bolgarsko Шишман, Šišman), tudi Šišmanidi ali Šišmanovci, so bili bolgarska vladarska dinastija kumanskega  ali delno kumanskega porekla, ki je v Drugem bolgarskem cesarstvu vladala skoraj celo stoletje od leta 1323 do 1422, ko je Bolgarijo okupiralo Osmansko cesarstvo.
Šišmani so bili v sorodu s prejšnjo dinastijo Asen in po pisanju dubrovniškega zgodovinarja Lukarića neposredni nasledniki dinastije Terter. Po mnenju Plamena Pavlova je bil ustanovitelj dinastije, despot Šišman Vidinski, morda brat Jurija I., prvega bolgarskega vladarja iz dinastije Terter, ki je po letu 1241 prišel v Bolgarijo iz Ogrske.

## Člani
Najuglednješi  člani rodbine do bili:
Glavna veja:
- despot Šišman Vidinski

- Mihael III. Šišman Asen (Michael Asen III.) (okoli 1280, vladal 1323–1330)

- Ivan Štefan (vladal 1330–1331)

- despot Belaur Vidinski  (umrl 1336)

Sracimirjeva veja:
- Ivan Aleksander (nečak   Mihaela Šišmana) (vladal 1331–1371)

- sovladar Mihael Asen (rojen okoli 1322, sovladar 1332–1355)
- Ivan Sracimir (rojen 1324/1325, vladal 1356–1397 v Vidinskem cesarstvu

- Doroteja Bolgarska, bosanska kraljica
- Konstantin II. Asen (rojen v zgodnjih 1370. letih, vladal 1397–1422 v Vidinu in izgnanstvu)

- Ivan Šišman (rojen 1350/1351, vladal 1371–1395 v Velikem Trnovem

- patriarh Jožef II. Konstantinopelski, (verjetno nezakonski sin) (ekumenski patriarh Konstantinopla 1416–1439)
- Fružin (umrl okoli 1460)

## Seznam vladarjev

### Vidinska kneževina/carstvo
| Slika | Ime        | Vladal od | do   | Komentar |
| ----- | ---------- | --------- | ---- | --- |
|       | Šišman     | 1280      | 1308 | Ustanovitelj dinastije.                                                                                      |
|       | Mihael I.  | 1308      | 1323 | Sin kneza Šišmana, izvoljen za carja Bolgarije; po prihodu na prestol je uporabljal ime Mihael III.          |
|       | Belaur     | 1323      | 1337 | Brat Mihaela I.                                                                                              |
|       | Mihael II. | 1337      | 1356 | Sin Mihaela III.                                                                                             |
|       | Sracimir   | 1356      | 1397 | Tretji sin Ivana Aleksandra. Vladal je v Vidinu. Leta 1396 so ga ujeli Osmani in ga v ječi v Bursi zadavili. |
|       | Konstantin | 1397      | 1418 | Večino življenja je preživel v izgnanstvu. Večina zgodovinarjev ga ne uvršča na seznam bolgarskih vladarjev. |

### Karvunska kneževina
| Slika | Ime            | Vladal od | do   | Komentar                                          |
| ----- | -------------- | --------- | ---- | ------------------------------------------------- |
|       | Sracimir       | 1300      | 1330 | Oče carja Ivana Aleksandra.                       |
|       | Keraca Petrica | 1330      | 1340 | Sracimirjeva žena in mati carja Ivana Aleksandra. |

### Trnovsko carstvo
| Slika | Ime                     | Vladal od | do   | Komentar |
| ----- | ----------------------- | --------- | ---- | --- |
|       | Mihael III. Šišman Asen | 1323      | 1330 | Vidinski bojar. Smrtno ranjen v bitki pri Velbaždu 28. julija 1330. |
|       | Ivan Štefan             | 1330      | 1331 | Sin Mihaela III. Po odstavitvi marca 1331 je pobegnil v Srbijo. Umrl je morda leta 1373.                                                                                                  |
|       | Ivan Aleksander         | 1331      | 1371 | Bojar iz Loveča, naslednik dinastij Asen, Terter in Šišman. Druga zlata doba bolgarske kulture. Umrl naravne smrti 17. februarja 1371 in zapustil Bolgarijo, razdeljeno med svoje sinove. |
|       | Ivan Šišman             | 1371      | 1393 | Četrti sin Ivana Aleksandra. Obglavljen v Osmanskem cesarstvu 3. junija 1395. |

### Valonska kneževina
| Slika | Ime                    | Vladal od | do   | Komentar |
| ----- | ---------------------- | --------- | ---- | --- |
|       | Ivan Komnen Asen       | 1346      | 1363 | Brat carja Ivana Aleksandra. |
|       | Aleksander Komnen Asen | 1363      | 1368 | Sin kneza Ivana Komnena Asena. |
|       | Komnena Valonska       | 1368      | 1396 | Hčerka kneza Ivana Komnena Asena. Poročena z Balšo II. Balšićem (1372–1385), gospodom Kanine in Valone, kasnejšim vojvodom Albanije. |

### Sereška kneževina
| Slika | Ime              | Vladal od | do   | Komentar                                                                      |
| ----- | ---------------- | --------- | ---- | ----------------------------------------------------------------------------- |
|       | Helena Bolgarska | 1355      | 1367 | Hčerka Sracimirja Kranskega in Kerace Petrice, sestra carja Ivana Aleksandra. |